# Gadden (Brändö, Åland)
Gadden är en ö i Åland (Finland). Den ligger i Skärgårdshavet eller Bottenhavet och i kommunen Brändö i landskapet Åland, i den sydvästra delen av landet. Ön ligger omkring 83 kilometer nordöst om Mariehamn och omkring 230 kilometer väster om Helsingfors.
Öns area är 3,5 hektar och dess största längd är 270 meter i nord-sydlig riktning.